# Увод у књижевност за децу
Увод у књижевност за децу је књига Тихомира Петровића, историчара књижевности, објављена 2011. године у издању Змајевих дечјих игара из Новог Сада.

## О аутору
Тихомир Петровић (Бошњаце код Лесковаца, 12. новембар 1949). Основну школу похађао je  у родном месту, гимназију у Лесковацу, Вишу педагошку школу у Нишу, Филолошки факултет Универзитета у Београду. Магистрирао је на Филолошком факултету, на смеру Наука о књижевности, Докторску тезу под називом Књижевна критика о српској књижевности за децу одбранио  je 1990. године. Аутор је следећих књига: Огледи и критике из књижевности и језика (1993), Реторика (2006), Историја српске књижевности за децу (2001), Увод у књижевност (2009), Истеорија књижевности за децу (2008), Тамно огледало – огледи о читуљи (2008), Говори и критике (2009), Увод у књижевност (2009), Увод у књижевност за децу (2011), Срећа се радом стиче – пословице о раду (2012), Рад, изнад свега (2013), Иво Андрић о сиротињи (2015), Човек и дело (2016).

## О књизи
Књига Увод у књижевност за децу се бави темама које се односе на знања о књижевности која је намењена деци. Литература која је намењена деци и младима подлеже књижевнотеоријској мисли и теорији уметности лепог, складног и хуманог, из чега приостиче да и текстови о делима за децу и о њиховој рецепцији, о књижевно-стваралачком процесу и деци као читаоцима, одавно прерастају у научну дисциплину.
Књига Тихомира Петровића је замишљена више као дескриптивно него нормативно дело - покушај стварања теорије једног вида књижевности.